# Ananiasz syn Nebedeusza
Ananiasz syn Nebedeusza, Ananiasz II (Jahwe jest łaskawy) (zm. 25 września 66 w Jerozolimie) – arcykapłan żydowski w latach 47-59.
W 47 roku został mianowany przez Heroda z Chalkis arcykapłanem jako następca Józefa syna Kamei.
W 52 roku namiestnik Syrii Ummidiusz Kwadratus kazał odesłać Ananiasza razem z Kumanusem prokuratorem Judei do Rzymu przed oblicze cesarza Klaudiusza w związku z zatargiem między Galilejczykami a Samarytanami. Cesarz uznał Samarytan za winnych a Ananiasza uniewinnił.
Około 58 roku jako przewodniczący Sanhedrynu sądził Pawła z Tarsu, który został uwięziony pod zarzutem jakoby wprowadził poganina na teren świątyni jerozolimskiej. Kazał też uderzyć broniącego się apostoła, na co ten odpowiedział: Uderzy cię Bóg, ściano pobielana! Zasiadłeś, aby mnie sądzić według Prawa, a każesz mnie bić wbrew Prawu?. Do kolejnego przesłuchania nie doszło. Wobec sprzysiężenia części Żydów, rzymski trybun Klaudiusz Lizjasz odesłał Pawła do rzymskiego prokuratora Antoniusza Feliksa do Cezarei. Tam po pięciu dniach zjawił się Ananiasz z retorem Tertullosem i kilkoma starszymi, aby wnieść oskarżenie przeciwko Apostołowi Narodów.
W 59 roku został pozbawiony urzędu przez króla Heroda Agryppę II.
Zginął na początku wojny żydowskiej 25 września 66 n.e. Będąc stronnikiem rzymskich rządów, budził niechęć wśród powstańców. Po poddaniu się obleganych w pałacu Heroda wojsk króla Agryppy II Ananiasz wraz ze swoim bratem Ezechiaszem schronił się w podziemiach pałacu królewskiego. Gdy ich odnaleziono, zostali wyciągnięci z kryjówki i zamordowani prawdopodobnie przez zwolenników Menahema.
Miał syna Eleazara, dowódcę straży świątynnej, który przyczynił się do wybuchu wojny żydowskiej w 66 roku. Innym synem Ananiasza był Szymon, który stanął na czele poselstwa do prokuratora Judei Gesjusza Florusa.